# Iván Milev
Iván Milev Lalev (en búlgaro: Иван Милев Лалев; Kazanlak, 18 de febrero de 1897-Sofía, 25 de enero de 1927) fue un pintor y escenógrafo búlgaro, considerado como el fundador del arte de sezession, combinando en su trabajo modernismo, simbolismo, art nouveau y expresionismo en sus obras.

## Biografía
Iván Milev nació en Kazanlak en la familia del pastor Milyu Lalev. Entre 1917 y 1918, peleó como soldado durante la Primera Guerra Mundial. El 18 de noviembre de 1918, el mismo año en que terminó la escuela secundaria en su pueblo natal, organizó su primera exhibición de arte en Kazanlak. Durante dos años se desempeñó como profesor de arte en Gorski Izvor (Provincia de Haskovo). En 1920 fue aceptado en la Academia Nacional de Artes de Sofía, donde estudió bajo la supervisión del profesor Stefan Badzhov, donde logró tres exposiciones dedicadas su obra. Por otro lado, colaboró con la revista de historietas comunista Risas Roja (Червен смях, Cherven smyah) como diseñador y caricaturista.
En el verano de 1923, realizó una gira por Turquía, Grecia e Italia, acompañado con un grupo de estudiantes. El viaje lo introdujo en el arte del Renacimiento italiano, como también el Barroco italiano en Roma, Nápoles, Florencia y Venecia. En 1926, se graduó como decorador de escenografía de la Academia Nacional, lo que le permitió trabajar en el Teatro Nacional Ivan Vazov como diseñador escenográfico. Posteriormente, se dedicó a la pintura de manera independiente y como and ilustrador, pintando también frescos. Con un grupo de colegas presentó su diseño para el Monumento Shipka, aunque el suyo resultó en segundo puesto.
Generalmente viviendo en pobreza, Milev tuvo un corto matrimonio de 18 meses con la cantante de ópera Katya Naumova; la hija del matrimonio Mariya Mileva se recibió de arquitecta. Milev murió de influenza en Sofía el 25 de enero de 1927, poco después de cumplir treinta años.
Considerado como uno de los mejores pintores de témperas y acuarelas del arte búlgaro, sus obras buscaban reflejar realidades sociales del país. Su estilo de pintura se encontraba influido por el movimiento europeo de sezession, pero también influido por las tradiciones folclóricos búlgaras y sus íconos. Las pinturas de Milev se encuentran exhibidas en la Galería de Arte Nacional de Bulgaria, en la Galería de Arte de Sofía, el museo de Shumen, Kazanlak, como también galerías de otras ciudades búlgaras.
El rostro de Milev se observa en el anverso de los billetes de 5 levas búlgaras desde 1999, con algunas de sus obras exhibidas en el anverso.